# 야쿠모정
야쿠모정(일본어: 八雲町)은 일본 홋카이도 오시마 종합진흥국의 정이다. 낙농업과 어업이 번성한 정이다. 목각곰의 발상지이며, 버터엿의 원조이기도 하다.
2005년 10월 1일에 히야마 지청 관내의 구마이시정과 지청을 넘어 합병했다. 신설 합병으로 새로운 정명은 야쿠모정이 되었고 동시에 후타미군이 신설되었다. 옛 구마이시정 구역이 오시마 지청에 편입되면서 히야마 지청은 두 개로 분단되었다.

## 지리
오시마 관내 중부에 위치한다. 정 동부는 태평양, 서남부는 동해와 접한다. 정역의 중앙에 오시마 산지가 뻗어 있고, 온천지가 점재한다. 양 해안을 연결하는 국도 277호선은 운세키 고개로 불리며 고도는 낮으면서도 폭이 좁아 낙석이 많고 교통이 험한 곳이기도 하다. 한 정내에서 동해와 태평양을 모두 접하는 것은 야쿠모정이 유일하다.

### 인접한 자치체
- 오시마 종합진흥국
  - 야마코시군 오샤만베정
  - 가야베군 모리정

- 히야마 진흥국
  - 니시군 오토베정
  - 구도군 세타나정
  - 세타나군 이마카네정
  - 히야마군 앗사부정

## 역사
- 1881년 - 야쿠모촌이 성립하였다.
- 1902년 - 야쿠모촌과 야마코시나이촌이 합병해 야쿠모촌이 되었다.
- 1919년 - 정으로 승격해 야쿠모정이 되었다.
- 1957년 - 오치베촌을 합병했다.
- 2005년 - 히야마 지청의 구마이시정과 합병했다. 동시에 후타미군이 성립하였다.

## 산업
낙농업, 어업이 활발하다. 또 항공자위대의 분둔기지·비행장도 있다.

## 기후
| 야쿠모정의 기후                                              | 야쿠모정의 기후 | 야쿠모정의 기후 | 야쿠모정의 기후 | 야쿠모정의 기후 | 야쿠모정의 기후 | 야쿠모정의 기후 | 야쿠모정의 기후 | 야쿠모정의 기후 | 야쿠모정의 기후 | 야쿠모정의 기후 | 야쿠모정의 기후 | 야쿠모정의 기후 | 야쿠모정의 기후 |
| 월                                                           | 1월             | 2월             | 3월             | 4월             | 5월             | 6월             | 7월             | 8월             | 9월             | 10월            | 11월            | 12월            | 연간            |
| ------------------------------------------------------------ | --------------- | --------------- | --------------- | --------------- | --------------- | --------------- | --------------- | --------------- | --------------- | --------------- | --------------- | --------------- | --------------- |
| 역대 최고 기온 °C (°F)                                       | 9.1 (48.4)      | 9.4 (48.9)      | 16.0 (60.8)     | 24.2 (75.6)     | 27.5 (81.5)     | 30.4 (86.7)     | 33.5 (92.3)     | 33.4 (92.1)     | 31.6 (88.9)     | 25.9 (78.6)     | 20.3 (68.5)     | 14.2 (57.6)     | 33.5 (92.3)     |
| 일평균 최고 기온 °C (°F)                                     | −0.1 (31.8)     | 0.7 (33.3)      | 4.5 (40.1)      | 10.1 (50.2)     | 15.0 (59.0)     | 18.5 (65.3)     | 22.4 (72.3)     | 24.7 (76.5)     | 22.4 (72.3)     | 16.3 (61.3)     | 9.0 (48.2)      | 2.1 (35.8)      | 12.1 (53.8)     |
| 일일 평균 기온 °C (°F)                                       | −3.3 (26.1)     | −2.8 (27.0)     | 0.7 (33.3)      | 5.9 (42.6)      | 10.7 (51.3)     | 14.7 (58.5)     | 19.0 (66.2)     | 20.9 (69.6)     | 17.6 (63.7)     | 11.1 (52.0)     | 4.7 (40.5)      | −1.2 (29.8)     | 8.2 (46.7)      |
| 일평균 최저 기온 °C (°F)                                     | −7.1 (19.2)     | −6.9 (19.6)     | −3.4 (25.9)     | 1.5 (34.7)      | 6.6 (43.9)      | 11.4 (52.5)     | 16.2 (61.2)     | 17.6 (63.7)     | 12.9 (55.2)     | 6.0 (42.8)      | 0.4 (32.7)      | −4.7 (23.5)     | 4.2 (39.6)      |
| 역대 최저 기온 °C (°F)                                       | −18.3 (−0.9)    | −19.0 (−2.2)    | −14.1 (6.6)     | −8.9 (16.0)     | −1.4 (29.5)     | 1.8 (35.2)      | 6.7 (44.1)      | 8.8 (47.8)      | 3.4 (38.1)      | −1.9 (28.6)     | −8.3 (17.1)     | −14.4 (6.1)     | −19.0 (−2.2)    |
| 평균 강수량 mm (인치)                                        | 74.2 (2.92)     | 69.9 (2.75)     | 69.4 (2.73)     | 84.0 (3.31)     | 100.1 (3.94)    | 77.9 (3.07)     | 132.5 (5.22)    | 195.2 (7.69)    | 157.9 (6.22)    | 103.9 (4.09)    | 116.6 (4.59)    | 99.1 (3.90)     | 1,294.1 (50.95) |
| 평균 강설량 cm (인치)                                        | 185 (73)        | 153 (60)        | 99 (39)         | 9 (3.5)         | 0 (0)           | 0 (0)           | 0 (0)           | 0 (0)           | 0 (0)           | 0 (0)           | 35 (14)         | 150 (59)        | 628 (247)       |
| 평균 강우일수                                                | 17.2            | 15.3            | 12.9            | 10.4            | 10.5            | 8.4             | 9.8             | 10.3            | 11.0            | 12.2            | 15.2            | 17.8            | 151             |
| 평균 강설일수                                                | 20.2            | 17.8            | 13.4            | 1.6             | 0               | 0               | 0               | 0               | 0               | 0               | 4.0             | 16.9            | 73.9            |
| 평균 월간 일조시간                                           | 64.8            | 83.4            | 134.4           | 177.0           | 181.1           | 138.2           | 116.5           | 139.7           | 159.0           | 148.0           | 91.4            | 64.6            | 1,500.9         |
| 출처: 일본 기상청 (평년값: 1991년~2020년, 극값: 1977년~현재) |                 |                 |                 |                 |                 |                 |                 |                 |                 |                 |                 |                 |                 |

## 교통

### 철도
- 홋카이도 여객철도 하코다테 본선

### 도로
- 홋카이도 자동차도
- 국도 5호선
- 국도 229호선(일본어판)
- 국도 277호선

## 자매 도시
- 일본 아이치현 고마키시